# Trouble in Paradise
'Trouble in Paradise (prt Ladrão de Alcova) é um filme estadunidense de 1932 do gênero comédia, dirigido por Ernst Lubitsch. Exemplo de Hollywood pré-Código Hays, que instituiu a censura cinematográfica em 1934, esta produção é mais querida pela crítica do que pelo público. Mais uma colaboração de Lubitsch com o roteirista Samson Raphaelson, o filme é uma definição perfeita do termo "comédia sofisticada", com toda a suavidade na narrativa, a delicadeza erótica e o gosto visual que são a quintessência do diretor.

## Sinopse
O ladrão parisiense Gaston Monescu encontra sua alma gêmea na pessoa de Lily, uma batedora de carteiras disfarçada de condessa. Os dois resolvem depenar Mariette Colet, dona de uma companhia de perfumes. Gaston consegue emprego como secretário particular da vítima, enquanto Lily torna-se a datilógrafa da senhora. Quando são descobertos, Gaston tem de decidir-se entre o casamento com Mariette ou a fuga com Lily.

## Elenco
| Ator/Atriz            | Personagem         |
| --------------------- | ------------------ |
| Miriam Hopkins        | Lily               |
| Kay Francis           | Mariette Colet     |
| Herbert Marshall      | Gaston Monescu     |
| Charles Ruggles       | Major              |
| Edward Everett Horton | François Filiba    |
| C. Aubrey Smith       | Adolph J. Giron    |
| Robert Greig          | Jacques, o mordomo |